# スガヒロフミ
スガ ヒロフミ（菅 宏文、すが ひろふみ、1972年（昭和47年）5月31日 - ）は、日本の庭師、ランドスケープデザイナーである。株式会社1moku、及び1moku Spain S.Lの最高経営責任者（CEO）を勤める。主要な作品としては、 上海大光明電影院の屋上庭園、 椿山荘の神殿庭、太閤園の庭園などがある。 

## 来歴

### 生い立ち
スガは、1972年5月31日、東京の石神井公園で生まれる。
18歳のときに友人に連れられた先の京都で、スガは京都の庭から深いインスピレーションを受け、庭師としてのキャリアを追求することを決める。 庭師として働く傍ら、彼は名高い作庭家の河西力と出会う。伝統的な造園手法に挑戦する河西の姿に憧れ、外弟子として時折彼のプロジェクトを手伝いながら、その手法を学んだ。

### キャリア
スガは、17歳の時に東京の新和造園株式会社で庭師として働き始める。 そこで3年間働いた後、彼は京都の村上造園に籍を移す。
1994年、22歳の年齢で独立し、大阪においてランドスケープデザインおよび造園会社である一木一石を設立する（後に「1moku」に改名）。設立当初、スガは主に個人客の造園及びランドスケープデザインのプロジェクトを手掛けていた。しかし、建築に関する知識の欠如が彼の活躍の範囲を狭めていると感じ、建築士の資格を取得し建築への理解を深めていった。これにより、商業施設の外部空間やインテリアデザインなどのより広い領域に活躍の場を拡大し、より根本的に空間の用途と環境要因を考慮したデザインを展開していくこととなる。
設立以来、1Mokuは、さまざまな規模の80以上のデザインおよび造園プロジェクトを国内外で展開している。2018年、スペインのバルセロナに2番目のランドスケープデザイン会社Tsubaki Studioを設立した。

## 哲学
スガの哲学は、伝統的な庭師の役割とアプローチを思い起こさせるものである。 彼は、全体論的なアプローチで、庭園と建造物の双方が調和的に機能するように、空間全体を考慮したデザインを得意とする。小川治兵衛のような日本の伝統的な庭師を頻繁に引き合いにだし、庭師の役割が余った土地に造園することではなく、建造物も含めた土地全体をプロデュースし、その価値を高めることであると説く。
彼はまた、自然や周辺環境との調和、伝統的手法と現代的手法の融合といったコンセプトを取り入れたり、商業空間または公共空間において現代的且つ機能的な空間を実現するために、多くのプロジェクトで禅の枯山水の手法を取り入れている。

## 主なプロジェクト
- 「ファッションモデルが風景として成り立つ庭」 by XAVEL（2007）
- 上海大光明電影院 屋上庭園（2009）
- 椿山荘 神殿庭工事（2017）
- 太閤園 桜苑二期工事（2017）
- ジョー・テラス・オオサカ ランドスケープ（2017）

## 著書
- Japanese Garden (2015). Images Publishing Group Pty Ltd. ISBN 9781864706482